# Ortnamn på Gotland
Ortnamn på Gotland kan, liksom övriga svenska ortnamn, delas upp i naturnamn och kulturnamn. Vissa ortnamn är speciella för Gotland, bland annat gårdsnamn som har ändelsen -ings, -ungs eller enbart -s.  De efterled som är specifika för Gotland är till exempel -arve, -garn, 
-lingbo samt -städe (som i övriga Sverige motsvaras av -sta eller -stad). Ortnamnen på Gotland är, som i alla andra landskap i Sverige, dels osammansatta ortnamn och dels sammansatta. Några av de osammansatta namnen är enstaviga, som till exempel Bro, Burs, Bäl och När. Andra är tvåstaviga som till exempel Stånga, Fole och Slite. Ändelsen -e förekommer i mycket stor utsträckning på Gotland, både som sockennamn och som gårdsnamn. På Fårö förekommer inte ändelsen -e utan endast -a, till exempel Ava, Broa och Dämba. Betydelsen av -e är mycket skiftande, men relativt vanligt är att ändelsen -e står för en pluralform. Exempel på detta är Linde (Lindum, 1300-talet) och Lye (Lüuum, 1300-talet). I övriga Sverige är ändelsen -a vanlig och i vissa trakter även -um eller -om. Dessa ändelser (särskilt -a) betecknar ofta pluralis. På Gotland är ändelsen -a mindre vanlig, men den finns bland annat i ortnamnet Roma ((in) Rumum, 1318). När det gäller den plurala ändelsen -um, fanns den på medeltiden i gotländska ortnamn, men numera har -um betydelsen hem i Gotlands ortnamn, som Gerum (Gereüm, 1300-talet) och Hejnum (Hainaim, 1300-talet). Av de sammansatta ortnamnen har de flesta två ordled, förled och efterled, men det finns också namn med tre ordled, som Fårösund och Katthammarsvik.

## Definition av begreppet ortnamn
Ortnamn eller toponymer är namn på geografiska företeelser och ortnamnen kan delas upp i bebyggelsenamn och naturnamn.
En språkvetenskaplig definition är att "ett ortnamn är ett språkligt uttryck som i en viss namnbrukarkrets är knutet till en bestämd plats".

## Ortnamnskategorier
Alla ortnamn delas upp i två huvudkategorier: naturnamn och kulturnamn. Kulturnamnen kan indelas tre kategorier: ägonamn, bebyggelsenamn och namn på artefakter. 
Naturnamn är namn på vattendrag, sjöar, skogar o.s.v. Ägonamn är namn på mark som används för jordbruk och boskapsskötsel, till exempel åkrar, ängar och hagar. Bebyggelsenamn är namn på tätorter, byar, gårdar, bygder med mera. Artefaktnamn är namn på broar, hamnar, gruvor, gravhögar m.m. Bebyggelsenamn kan vara primära eller
sekundära. Primära bebyggelsenamn avser bebyggelse redan från början, till exempel de som slutar på -by (som Visby) eller -hem (som Dalhem). Sekundära bebyggelsenamn har inte från början betecknat bebyggelse.  
Dessa bebyggelsenamn har ursprungligen varit naturnamn, ägonamn eller artefaktnamn. Exempel på sådana ortnamn på Gotland är Burgsvik, Klintehamn, Lummelunda med flera.

## Ortnamnet Visby
Ortnamnet Visby härstammar från forngutniskan och har tolkats på många olika sätt. Den vanligaste tolkningen är att Visby till en början endast hette Vi, vilken omnämns i Gutasagan. Dagens Visby har alltså vuxit fram ur den tolkningen och är uppdelat i två ord: vi-, som betyder offerplats och -by, som i detta sammanhang betyder stad.

## Obestämd form i efterleden i stället för bestämd form
Typiskt för en del gotländska ortnamn är att efterledet är i obestämd form. När det gäller namn i singular är det ofta naturnamn i obestämd form. I stället för -udden är -udd vanligt, exempelvis Hammarudd, Lörgeudd, Raukudd och Sysne udd. När det gäller -holmen/-holm är ursprungligen -holm vanligast. Men ofta växlar namnet numera mellan obestämd form och bestämd form. Ett sådant namn är Närkholm som även kallas Närsholm (Naerholm 1646) och Närsholmen. På samma sätt är det med -vik i till exempel Irevik, (Eirewieck 1646), som används omväxlande med Ireviken. 
Efterledet -viken är vanligare än -vik, men det finns även en hel del sådana namn, utöver Irevik: Ajkesvik, Herrvik Lausvik m.fl. Ett antal -grunn (fiskegrund, holme m.m.) i obestämd form finns utanför Gotlands och Fårös kust, exempelvis Avagrunn, Hammarsgrunn, Storgrunn m.fl. Hela 9 sådana grunn finns utanför Fårö. 
Efterledet -ö förekommer i obestämd form i Fårö, Stora och Lilla Karlsö. Gotska sandön hette ursprungligen (prope) Sandø, 1428.
Efterledet -rygg finns i obestämd form i naturnamnet Husrygg.
När det gäller namn i plural finns namn som Holmhällar, Trullhalsar, Ullviar, Vaktbackar och Vallhagar. På norra Gotland och på Fårö finns ett antal namn med efterledet -stadar (pluralis av stad), landningsplats, båtplats, som vanligtvis betecknar fiskelägen, exempelvis Albystadar och Dämbastadar. Över hela Gotland finns ett antal -städar som är pluralis av städe, som i sin tur är en omljudsform av stad (ställe). Exempel är Arstädar, Haugstädar och Lajstädar. Även broar förekommer ibland som pluralis på Gotland, exempelvis Burgbroar, Holmbroar och Näsungsbroar. Också en del andra sammansatta ortnamn är i pluralis obestämd form, som Laubäckar, Brunnraudar (Brunnraud betyder 'gungfly eller bottenlös mark som sällan fryser till, svart eller brunaktig jord med vattendrag'), Graunbackar, Sojdeslundar och Vallsängar.

## Typiska gotländska ortnamnsefterled och ortnamnsändelser

### Ortnamnsefterled

arve

- -arve Ordet kommer från arvegods, en gård som gått i arv. Exempel är Bottarve, Busarve och Nickarve. Namnet förekommer även för enstaka fastigheter (från nyare tid), såsom Barnarve.
- -by betyder 'gård, by' (utom i Visby, där det betyder 'stad'). Tre socknar har detta efterled: Ekeby, Hejdeby och Mästerby. Även gårdar kan ha namn med efterledet -by, t.ex. Ljungby, Tälleby och Viby.
- -bys är genitiv av -by, exempelvis Klintebys, Norrbys och Suderbys.
- -garn Ordet betyder långt eller smalt vattendrag, smal udde eller vik, exempelvis Gammelgarn, Ljugarn, Östergarn.[18]
- -hem betyder 'boplats, gård' eller 'bygd'. På Gotland finns 10 socknar som har detta efterled: Dalhem, Elinghem, Eskelhem, Etelhem, Fardhem, Ganthem, Gothem, Havdhem, Othem och Sjonhem.
- -lingbo Avledningen -ling betecknar, liksom -ings, -ungs, härkomst eller samhörighet. Efterledet -bo betyder distrikt. Gotland verkar ha varit indelat i -bo och -hem-distrikt som var äldre än socknarna. Exempel på -ling-bonamn är Atlingbo, Grötlingbo och Hablingbo. Ett exempel på namntypen -hem är Elinghem, där avledningen -ling är en inbyggarbeteckning.[19]
- -lause Dessa namn motsvarar -lösa på Öland och på fastlandet[20], till exempel Gisslause och Krämplause.
- -rume Namnen motsvarar -rum på Öland och på fastlandet. Exempel: Lokrume.[21]
- -städe Dessa namn motsvarar fastlandets -sta, -stad. Exempel på namn med efterledet -städe är Alstäde, Bäckstäde och Kulstäde. De gotländska ortnamnen Eksta och Lojsta är inga riktiga -stanamn, utan de har uppstått på annat sätt.[22]

### Ortnamnsändelser

#### Ortnamnsändelserna -ings och -ungs
- -ings, -ungs: Ett ägandenamn; en gård som ägs av någon. Namnen innehåller ändelserna -ings eller -ungs som betecknar härkomst eller samhörighet. De förekommer oftast i gårdsnamn och namn på mindre byar, exempelvis Kallings, Bryungs.[23]

#### Ortnamnsändelserna -s och -e (genitiv)
- -s, -e (genitiv). Namnen Gajrvalds och Ajmunde, till exempel, betyder "gården som tillhör Gajrvald" och "gården som tillhör Ajmund". Genitiv-s har blivit mönsterbildande för gotländska gårdsnamn, så att terrängbetecknande ortnamn också kan bildas med -s, till exempel Bjärges och Dals.[24]

#### Ändelsen -e som tillägg till efterled
Många av de gotländska ortnamnsefterleden slutar med -e. Ett antal gotländska efterled skiljer sig från motsvarande efterled på det svenska fastlandet genom att -e är så vanligt på Gotland. Gotländska ortnamnsefterled, vilkas namn inte stämmer helt överens med sina motsvarigheter det svenska fastlandet, är 
- -arve  (som heter -arvet i Dalarna, exempelvis Domnarvet).
- -gårda, som heter -garde på Gotland, exempelvis (Austargarde, Uppgarde, Änggarde), medan till exempel Vårgårda finns i Västergötland.
- -lunda Efterled som skrivs -lunda på fastlandet och på Öland, exempelvis Torslunda, skrivs på Gotland som -lunde, (Bandlunde, Björklunde, Myrlunde).
- -lösa, som är vanligt i stora delar av Götaland och Öland, som det östgötska Västerlösa och det öländska Kastlösa, heter på Gotland -lause, som Gisslause och Krämplause.
- -rum Ortnamn som slutar på -rum finns mest på östra Götalands fastland och på Öland, där exempelvis Algutsrum ligger. Den gotländska motsvarigheten är -rume, som Lokrume och Västrume. På fastlandet finns till exempel Västrum i Småland.
- -stad Fastlandets och Ölands -stadnamn, som Hjälmstad (Öland) och Navestad (Östergötland), samt de i Svealand och i sydöstra Norrland förekommande skrivningarna -sta, som i Fagersta, motsvaras på Gotland av -städe, exempelvis Alstäde, Bäckstäde, Kulstäde och Tingstäde.
- -um (med betydelsen "hem"), skrivs på fastlandet som -um, t.ex. Bjärnum, medan det på Gotland finns till exempel Fardume, Ringume och Vägume.
- Dessutom finns ett antal genitiv-e i gotländska gårdsnamn, där den förste ägarens förnamn får ett -e tillagt (på samma sätt som -s läggs till andra gårdsnamn). Många av de förstnämnda ortnamnen slutar på -ide, som Botvide, Guffride och Levide. Andra slutar på -unde, som Ajmunde, Mallmunde och Simunde.

#### Ortnamnsändelserna -inge och -unge
De två ortnamnsändelserna -inge och -unge är rätt ovanliga på Gotland. De är avledningsändelser och betecknar invånarna på en viss plats. Ändelserna finns i de båda socknarna Fleringe och Källunge. Vidare finns ändelsen -inge i ett antal gårdsnamn som Hällinge och Västninge. Ändelsen -unge finns i gårdsnamnet Vidunge. 

#### Ortnamnsändelserna -a och -e
Den på fastlandet (och på Öland) så vanliga pluraländelsen -a är mindre vanlig på Gotland, där den vanligtvis motsvaras av -e. Denna ändelse är mer vanlig på Gotland än i något annat svenskt landskap. I övrigt förekommer ändelsen mest i Värmland och Medelpad samt i de tidigare norska landskapen Bohuslän, Härjedalen och Jämtland. Ändelsen -e kan i vissa av de gotländska ortnamnen ha en annan funktion än att beteckna pluralis, till exempel Fole ((de) Folu 1316) och Slite (Slijt 1398). Det vanliga är dock att den äldsta upptecknade formen är -um, som betecknar dativ pluralis.
Exempel på hur -a och -e betecknar pluralis är Ala (Alum 1300-talet) och Linde (Lindum, 1300-talet). En intressant räcka ortnamn med ändelser på -a och -e bildar de tre sydgotländska sockennamnen Stånga (Stangum 1300-talet, ((In) Stangghe 1380), Lye (Lüuum, 1300-talet), Garde ((i) karþum, dvs. i Gardhum) enligt medeltida runinskrift, senare Garda eller Garde (1523) . Ändelsen -um kunde alltså ändras till -e och till -a, som ses i Stangum ⇒ Stangghe ⇒ Stånga, Lüuum ⇒ Lye och Gardhum ⇒ Garda, Garde. Det sistnämnda ortnamnet skrivs av Lantmäteriet , Posten och Länsstyrelsen i Gotlands län  som Garde, medan ortsbefolkningen skriver Garda . En kompromiss mellan den av Lantmäteriet bestämda statliga uppfattningen och ortsbefolkningens uttal och skrivsätt görs av Garde församling, som alltså har församlingsnamnet Garde på sin webbplats, men också skriver Garda kyrka på samma webbplats.

## Ortnamn som påminner om hednisk kult
- Fröjel, (Fröale 1300-talet). Namnet kan tolkas som gudinnan Fröjas al, alltså en kultplats.
- Hellvi, (Helgawi 1300-talet). Namnet innehåller helig och vi (hednisk kultplats).
- Hellvis. Ett gårdsnamn som betyder samma sak som Hellvi.
- Torsburgen, en fornborg vars förled är guden Tor.
- Ullviar, ett fornminnesområde vars förled är guden Ull. Efterledet kommer av vi (hednisk kultplats).[33]

## Naturnamn som inte är knutna till bebyggelse
Naturnamnsefterled som är rätt speciella för Gotland är burg, träsk och väte. Rent gotländskt är ordet burg i till exempel Hoburgen. Där betyder efterledet 'hög kalkstensformation', men vanligare är att ordet betyder 'grusrygg' eller 'grusmark'. Ordet vät (bildat till vatten) är ett gotländskt ord som betecknar en grund vattensamling som torkar ut på sommaren. Ett exempel på ett sådant namn är Artvät i Buttle. Ordet träsk betyder 'sjö' på Gotland, till exempel Tingstäde träsk. Denna betydelse för 'träsk' finns också på norra Öland, för ett par småsjöar, Gelträsket och Vedbormträsket, och i övrigt för en mängd sjöar i norra Norrland, till exempel Torneträsk, och i Finland, till exempel Enare träsk. Ordet 'klint' är en beteckning för de brant stupande kalkstensklippor som finns utefter Gotlands västkust, till exempel Högklint. Klintar i denna bemärkelse finns även på Öland, Köpings klint, och i Danmark, Möns klint. Ett annat ord som har en speciell betydelse på Gotland är myr, (till exempel Lina myr och Träskmyr). En myr på Gotland är en typ av kärr. De större gotländska myrarna är numera utdikade.